# Từ Thánh Hoàng thái hậu
Hiếu Định hoàng thái hậu (chữ Hán: 孝定皇太后, 21 tháng 12, 1540 - 18 tháng 3 năm 1614), thường gọi là Từ Thánh hoàng thái hậu (慈聖皇太后) hoặc Từ Ninh cung hoàng thái hậu (慈寧宮皇太后), là phi tần của Minh Mục Tông Chu Tái Hậu, sinh mẫu của Minh Thần Tông Chu Dực Quân.
Thần Tông Vạn Lịch hoàng đế lên kế vị khi còn nhỏ, bà được tôn Hoàng thái hậu và giúp Vạn Lịch Đế chấp chính, trở thành một trong những Hoàng thái hậu hiếm hoi của Nhà Minh có quyền buông rèm nghe chính sự. Bà là vị Hoàng thái hậu tại vị lâu nhất và là Hoàng thái hậu cuối cùng theo lịch sử Nhà Minh và đồng thời là Hoàng thái hậu người Hán cuối cùng.

## Tiểu sử
Hiếu Định hoàng thái hậu mang họ Lý (李氏), sinh ngày 19 tháng 11 (âm lịch) năm Gia Tĩnh thứ 19 (1540), nguyên quán Thông Châu, cha bà là Tặng Vũ Thanh bá Lý Vĩ (李伟). Bà xuất thân con nhà tiểu thương họ Lý ở Thông Châu, khi 15 tuổi đi theo hầu hạ Dụ vương Kế phi Trần thị khi ấy nhập vào vương phủ làm Kế thất của Dụ vương Chu Tái Hậu (Minh Mục Tông). Vì Lý thị có dung mạo xinh đẹp nên được Dụ vương yêu mến, nạp làm thiếp.
Năm Gia Tĩnh thứ 36 (1557), Lý thị sinh Thái Hòa công chúa (太和公主), đến năm 3 tuổi thì công chúa chết yểu. Năm thứ 42 (1563), Lý thị sinh hạ vương tôn Chu Dực Quân, là con trai thứ ba của Dụ vương.
Năm 1566, Minh Mục Tông kế vị, phong Trần Vương phi làm Hoàng hậu, phong cho Lý thị làm Quý phi. Năm Long Khánh thứ 2 (1568), con trai bà là Chu Dực Quân được phong làm Hoàng thái tử.
Bấy giờ, Hiếu An hoàng hậu Trần thị nhiều bệnh mà không con, trong khi đó Lý Quý phi có con trai là Thái tử, cho nên có lời dị nghị Lý Quý phi sẽ ỷ sủng sinh kiêu, khinh thường Hoàng hậu. Trái lại, Lý Quý phi đối với Trần Hoàng hậu muôn phần kính trọng, Thái tử cũng rất kính trọng Hoàng hậu.

## Hoàng thái hậu
Năm Long Khánh thứ 6 (1572), Minh Mục Tông băng hà, Thái tử Chu Dực Quân kế vị, tức Minh Thần Tông Vạn Lịch hoàng đế. Hoàng đế tôn sinh mẫu Lý Quý phi làm Từ Thánh hoàng thái hậu (慈聖皇太后) ở Từ Ninh cung (慈寧宮).
Xét điển lễ của Minh triều chế độ, khi Tân Hoàng kế vị mà có Đích mẫu hoàng hậu và mẹ sinh là phi tần, thì tôn cả hai làm Hoàng thái hậu; riêng Hoàng hậu sẽ có tôn hiệu để phân biệt. Đại thần Trương Cư Chính vì muốn làm vừa ý Lý Thái hậu, kiến nghị đồng tôn phong hiệu cho Lưỡng cung Thái hậu, để Hoàng đế không phân biệt mà lòng hiếu khác nhau.
Khi Thần Tông Vạn Lịch hoàng đế kế vị, ông chỉ có 9 tuổi, Lý Thái hậu đích thân Thùy liêm thính chánh, tạm trông coi chính sự. Thái hậu băng tuyết thông minh, xử lý thỏa đáng, được đại thần Trương Cư Chính trợ giúp nên nhiều năm mọi sự bình yên. Bà có ảnh hưởng rất nghiêm khắc đối với Vạn Lịch Đế, và Hoàng đế đối với bà vừa phép tắc vừa nể sợ.
Năm Vạn Lịch thứ 6 (1578), Vạn Lịch Đế đại hôn, dâng tôn hiệu cho Lưỡng cung Thái hậu, phong hiệu của Lý Thái hậu là Từ Thánh Tuyên Văn hoàng thái hậu (慈聖宣文皇太后). Sang năm thứ 10 (1582), lại gia tôn thêm 2 chữ Minh Túc (明肅), toàn xưng Từ Thánh Tuyên Văn Minh Túc hoàng thái hậu (慈聖宣文明肅皇太后).
Sau nhiều lần gia tôn phong hiệu vào năm 1601 và 1606, Lý Thái hậu đã có phong hiệu dài nhất chưa từng có của một Hoàng thái hậu Nhà Minh, toàn xưng: Từ Thánh Tuyên Văn Minh Túc Trinh Thọ Đoan Hiếu Cung Hi hoàng thái hậu (慈聖宣文明肅貞壽端獻恭熹皇太后).
Năm Vạn Lịch thứ 42 (1614), ngày 9 tháng 2 (âm lịch), Lý Thái hậu qua đời, thọ chừng 70 tuổi. Thụy hiệu toàn xưng Hiếu Định Trinh Thuần Khâm Nhân Đoan Túc Bật Thiên Tộ Thánh hoàng thái hậu (孝定貞純欽仁端肅弼天祚聖皇太后), không có Đế thụy vì bà chỉ là phi tần của Minh Mục Tông, bà được hợp táng ở Chiêu lăng (昭陵) cùng Minh Mục Tông, biệt thờ tại Sùng Tiên điện.

## Hậu duệ
Hiếu Định hoàng hậu Lý thị sinh hạ 6 người con: 2 hoàng tử và 4 công chúa, là phi tần sinh hạ nhiều con nhất của Minh Mục Tông.
1. Thái Hòa công chúa [太和公主, 1557 - 1560], con gái thứ hai của Minh Mục Tông. Chết yểu.
2. Chu Dực Quân [朱翊鈞], tức Thần Tông Hiển hoàng đế (神宗顯皇帝). Con trai thứ ba của Minh Mục Tông.
3. Thọ Dương công chúa [寿阳公主, 1565 - 1590], con gái thứ ba của Minh Mục Tông. Hạ giá lấy Hầu Củng Thần (侯拱辰).
4. Vĩnh Ninh công chúa [永宁公主, 1567 - 1594], con gái thứ tư của Minh Mục Tông. Hạ giá lấy Lương Bang Thụy (梁邦瑞).
5. Chu Dực Lưu [朱翊镠, 1568 - 1614], con trai thứ tư của Minh Mục Tông. Năm 4 tuổi tấn phong Lộ vương (潞王). Chết cùng lúc với Hiếu Định Thái hậu, được thụy phong Lộ Giản vương (潞简王).
6. Thụy An công chúa [瑞安公主, 1573 - 1629], con gái thứ năm của Minh Mục Tông. Hạ giá lấy Vạn Vĩ (萬煒).